# Hermann Beyer
Pour les articles homonymes, voir Beyer.
Hermann Beyer (né le 30 mai 1943 à Altenbourg) est un acteur allemand.

## Biographie
Hermann Beyer est le fils d'un employé de commerce et d'une vendeuse. Son père meurt comme soldat sur le front oriental pendant la Seconde Guerre mondiale peu de temps avant sa naissance. Beyer passe une grande partie de son enfance à Nobitz, près d'Altenburg, où il vit avec sa mère dans la maison de ses parents. Son frère aîné est le réalisateur Frank Beyer (1932–2006).
Beyer est en couple avec sa collègue actrice Renate Krößner (1945-2020) dans les années 1960. Son fils Eugen-Daniel Krößner, né en 1969, est issu de cette relation. Ils jouent ensemble une famille dans le film de 2011 Vergiss dein Ende. Beyer vit à Berlin.
Après le lycée et le service militaire pour la RDA, Beyer étudie le théâtre à l'académie des arts dramatiques Ernst Busch de 1963 à 1966. En 1966, il fait ses débuts au théâtre Maxime-Gorki de Berlin. En 1971, il obtient un engagement au Hans Otto Theater de Potsdam et à partir de 1972 de huit ans à la Volksbühne Berlin sous la direction de Benno Besson. De 1980 à 1983, il travaille comme acteur indépendant. De 1983 à 1999, il fait partie du Berliner Ensemble avant de travailler à nouveau comme acteur indépendant sur les scènes de Chemnitz, Weimar, Hambourg, Munich, Berne, Schwerin, Zurich et avec la troupe de théâtre indépendante Norton Commander.
Parallèlement à son travail au théâtre, Beyer joue dans des productions cinématographiques et télévisuelles, d'abord en tant qu'acteur de figuration dans le téléfilm Woyzeck en 1965. Ses activités cinématographiques et télévisuelles se multiplient au milieu des années 1970, d'abord pour la DEFA et la DFF, où il travaille avec son frère, plus tard également dans des productions panallemandes. Beyer joue dans des films réalisés par des étudiants d'écoles de cinéma allemandes. En 2012, il reçoit une nomination au Deutscher Filmpreis pour son second rôle dans Vergiss dein Ende d'Andreas Kannengiesser.

## Filmographie

### Cinéma
- 1968 : J'avais 19 ans
- 1969 : Verdacht auf einen Toten
- 1971 : Männer ohne Bart
- 1973 : Das zweite Leben des Friedrich Wilhelm Georg Platow
- 1974 : Der Untergang der Emma
- 1974 : Jacob le menteur
- 1975 : Zwischen Nacht und Tag
- 1975 : Ikarus
- 1975 : Un banquet pour Achille
- 1978 : Ein Sonntagskind, das manchmal spinnt
- 1981 : Unser kurzes Leben
- 1982 : L'Inquiétude
- 1982 : Märkische Forschungen
- 1983 : Schwierig sich zu verloben
- 1983 : Das Luftschiff
- 1983 : Verzeihung, sehen Sie Fußball?
- 1983 : Olle Henry
- 1984 : Kaskade rückwärts
- 1985 : Gritta von Rattenzuhausbeiuns
- 1985 : Junge Leute in der Stadt
- 1986 : La Maison du fleuve
- 1986 : Jan auf der Zille
- 1987 : Kindheit
- 1987 : Vorspiel
- 1988 : Das Herz des Piraten
- 1988 : Fallada – Letztes Kapitel
- 1988 : Felix und der Wolf
- 1988 : Le Rendez-vous de Travers
- 1989 : Der Bruch
- 1991 : Le Joueur de tango
- 1992 : Inge, April und Mai
- 1993 : Kaspar Hauser
- 1993 : Ein Elefant im Krankenhaus
- 1995 : Der Kontrolleur
- 2001 : Wie Feuer und Flamme
- 2002 : Ninas Geschichte
- 2003 : Ein Schiff wird kommen
- 2003 : Bonjour l'angoisse
- 2003 : Sternzeichen
- 2006 : Les Particules élémentaires
- 2006 : Marta und der fliegende Großvater
- 2006 : Le Noyé bien vivant
- 2008 : L'Enfant de novembre
- 2008 : Anonyma – Eine Frau in Berlin
- 2010 : Boxhagener Platz
- 2011 : Vergiss dein Ende
- 2011 : Dr. Ketel
- 2011 : Simon
- 2014 : Filles
- 2015 : Becks letzter Sommer
- 2016 : Sauvage
- 2018 : Faites l'amour, pas la guerre
- 2022 : Alle reden übers Wetter

### Téléfilms
- 1965 : Woyzeck
- 1968 : Die entführte Braut
- 1973 : Der Mann von draußen
- 1975 : Das blaue Pferdchen
- 1979 : Tull
- 1979 : Der Menschenhasser (adaptation théâtrale)
- 1986 : Das Buschgespenst
- 1989 : Großer Frieden (adaptation théâtrale)
- 1990 : Pause für Wanzka
- 1996 : La Voix du meurtrier
- 1997 : Der Hauptmann von Köpenick
- 1998 : Abgehauen
- 1998 : La Boutique
- 2000 : Serre-moi fort !
- 2000 : Les Heures historiques
- 2000 : Mord im Swingerclub
- 2003 : Verliebte Diebe
- 2003 : Tod im Park
- 2004 : Das Konto
- 2005 : Mord am Meer
- 2005 : Die Nachrichten
- 2008 : Une jeunesse berlinoise
- 2008 : Braams – Kein Mord ohne Leiche
- 2009 : Kinder des Sturms
- 2009 : Mörder auf Amrum
- 2009 : Eine Frage des Vertrauens
- 2010 : Aghet : 1915, le génocide arménien
- 2011 : Mörderisches Wespennest
- 2012 : Familie Windscheidt – Der ganz normale Wahnsinn
- 2013 : Tot im Wald
- 2013 : Zeugin der Toten
- 2013 : Am Ende der Lüge
- 2013 : Der Tote im Watt
- 2013 : Jovana
- 2013 : Mord in den Dünen
- 2014 : Bornholmer Straße
- 2015 : Anderst schön
- 2016 : Schweigeminute
- 2017 : Zuckersand
- 2017 : Tian – Das Geheimnis der Schmuckstraße
- 2020 : Alte Bande
- 2020 : Unterleuten – Das zerrissene Dorf

### Séries télévisées
- 1987 : Einzug ins Paradies (épisode Der sechste Tag)
- 1988 : Polizeiruf 110: Eifersucht
- 1995 : Polizeiruf 110: Jutta oder Die Kinder von Damutz
- 1997 : Doppelter Einsatz (épisode Gebäudeschaden)
- 1997 : Schimanski: Die Schwadron
- 1998 : Tatort: Arme Püppi
- 1999 : Le Dernier Témoin (épisode Die Bank, die Liebe, der Tod)
- 1999–2008, 2016 : En toute amitié (différents rôles)
- 2001 : Polizeiruf 110: Fliegende Holländer
- 2002 : Stahlnetz (épisode Ausgelöscht)
- 2004 : Polizeiruf 110: Winterende
- 2006 : Commissario Laurenti – Die Toten vom Karst
- 2007 : Polizeiruf 110: Dunkler Sommer
- 2007 : Der Dicke (épisode Zug um Zug)
- 2008 : Dr. Psycho – Die Bösen, die Bullen, meine Frau und ich (épisode Der letzte Wille)
- 2009 : Tatort: Borowski und die Sterne
- 2009 : Brigade du crime (épisode Flucht ins Vergessen)
- 2009 : Doktor Martin (épisode Nase voll)
- 2010 : Spreewaldkrimi: Der Tote im Spreewald
- 2011 : Stolberg (épisode Drei Frauen)
- 2012 : Spreewaldkrimi: Eine tödliche Legende
- 2012–2016 : Die Chefin (9 épisodes)
- 2012 : Stubbe – Von Fall zu Fall: Begleiterinnen
- 2014 : Kommissarin Heller: Der Beutegänger
- 2014 : Mord mit Aussicht (épisode Der letzte Vorhang)
- 2014 : SOKO Köln (épisode Die Unverbesserlichen)
- 2015 : SOKO Wismar (épisode Goldener Herbst)
- 2016 : Spreewaldkrimi: Spiel mit dem Tod
- 2017 : Spreewaldkrimi: Zwischen Tod und Leben
- 2017–2019 : Die Eifelpraxis (4 épisodes)
- 2017–2020 : Dark (10 épisodes)
- 2018 : Tatort: Der kalte Fritte
- 2018 : jerks. (épisode Elternhaus)
- 2019 : Donna Leon – Stille Wasser
- 2020 : Das Mädchen am Strand
- 2020 : Wolfsland: Kein Entkommen
- 2021 : Polizeiruf 110: An der Saale hellem Strande
- 2021 : Der Palast (6 épisodes)
- 2022 : Polizeiruf 110: Hexen brennen